# فیلمار
فیلمار (به آلمانی: Villmar) یک منطقهٔ مسکونی در آلمان است که در لیمبرگ-وایلبورگ واقع شده‌است. فیلمار ۷۲۴ نفر جمعیت دارد.

## خواهرخوانده
شهر Králíky خواهرخواندهٔ فیلمار هست.